# Gun Wejander
Gunvor (Gun) Urda Tora Wejander, född 5 oktober 1919 i Åhus, död 5 september 2008 i Hudiksvall, var en svensk målare och textilkonstnär.
Hon var dotter till tullförvaltaren Wilhelm Hugo Bandel och Tora Louisa Maria Hansen och från 1947 gift med stadsingenjören Karl Erik Wejander. Hon studerade vid Otte Skölds målarskola 1937, Stockholms  reklamskola 1938, Bar-Lock-institutet 1941 samt Konstfackskolan 1943–1946 och genom självstudier under resor till Danmark och Tyskland. Separat ställde hon ut i Sundsvall där hon visade upp ett antal akvareller och hon medverkade i samlingsutställningar med olika konstföreningar. Bland hennes offentliga arbeten märks ryan Dellensjöarna på Kjesäters folkhögskola och ett draperi för Hudiksvalls sjukhus. Hennes konst består av stilleben, porträtt och landskapsmotiv huvudsakligen utförda i akvarell samt kompositioner i textil mosaik och ryor.